# Eduardo Jorge Anzorena
Eduardo Jorge Anzorena (25 de febrero de 1930 (95 años) es un pionero en investigaciones de colaboraciones humanas y soluciones prácticas a la crisis de alojamiento entre los pobres urbanos de Asia.
El abuelo del fraile, fue dos veces gobernador de la provincia de Mendoza. En ese momento, la familia poseía grandes extensiones de tierra y monopolizó el comercio de transporte entre Mendoza rural y la capital de Argentina, Buenos Aires, cerca de mil kilómetros de distancia.
Ws técnico constructor, egresado de la Escuela Técnica Otto Krause, de Buenos Aires; y, arquitecto por la Universidad de Tokio.

## Honores
- 1994: premio Ramón Magsaysay.[3]